# Groupe de contrôle
Dans une expérience scientifique, un groupe contrôle, ou groupe témoin, est un groupe d'individus qui ne reçoivent pas le traitement testé. À l'issue de l'expérience, comparer les individus du groupe témoin à ceux du groupe traité (ou groupe expérimental) permet d'évaluer l'effet du traitement. Le groupe témoin sert de référence, sans groupe témoin il n'est pas possible de conclure sur les effets du traitement.